# Magdala
Magdala (arameu: מגדלא, Magdala, ‘elegant’, ‘gran’ o ‘torre’ (‘lloc gran’); hebreu: מגדל, Migdal‎, ‘torre’; àrab: قرية المجدل, Qaryat al-Majdal) fou una ciutat de Galilea situada a la vora del llac de Tiberíades, esmentada als Evangelis com a lloc de naixement de Maria Magdalena. Podria correspondre a la moderna Khirbet Medjdel.